# Haematopinus
Haematopinus (abgeleitet von altgriechisch αἷμα haima, deutsch ‚Blut‘ und pinein ‚trinken‘) ist eine Gattung der Tierläuse, die als Ektoparasiten Huftiere befallen. Sie ist die einzige Gattung in der Familie Haematopinidae. Es handelt sich um große Läuse, die eine Länge von bis zu 5 mm erreichen. Die flügellosen Insekten besitzen deutliche seitliche Fortsätze (‚Augenhöcker‘) hinter den Antennen. Die Beine sind alle etwa gleich lang und enden in eine einzelnen Kralle, welche mit dem Tibiasporn opponiert. Die Bauchsegmente 2 / 3 bis 8 tragen sklerotisierte Paratergalplatten (Chitinplatten seitlich am Tergum = Rückenschild). Die Parasiten schädigen den Wirt durch Blutsaugen und spielen auch als Krankheitsvektor eine Rolle.

## Arten
Die Gattung enthält 21 Arten:
- Haematopinus acuticeps, Hauptwirt: Steppenzebra
- Haematopinus apri, Wildschweinlaus, Hauptwirt Wildschwein
- Haematopinus asini, Hauptwirt Pferde, Unterarten: Pferdelaus und Esellaus
- Haematopinus breviculus, Hauptwirt nicht bekannt, Nachweis bei Elenantilopen
- Haematopinus bufali, Hauptwirt Kaffernbüffel
- Haematopinus channabasavannai, Hauptwirt Rinder, Indien
- Haematopinus eurysternus, Kurznasige Rinderlaus, Hauptwirt Rinder
- Haematopinus gorgonis, Hauptwirt Streifengnu
- Haematopinus jeannereti, Hauptwirt Riesen-Elenantilope
- Haematopinus latus, Hauptwirt Buschschwein
- Haematopinus longus, Hauptwirt Sambar
- Haematopinus ludwigi, Hauptwirt Bartschwein
- Haematopinus meinertzhageni, Hauptwirt Riesenwaldschwein
- Haematopinus nigricantis, Hauptwirt Philippinenhirsch
- Haematopinus oliveri, Hauptwirt Zwergwildschwein
- Haematopinus oryx, Hauptwirt Spießbock
- Haematopinus phacochoeri, Hauptwirt Warzenschwein
- Haematopinus quadripertusus, Schwanzlaus, Hauptwirt Rinder in tropischen Regionen
- Haematopinus suis, Schweinelaus, Hauptwirt Hausschwein
- Haematopinus taurotragi, Hauptwirte Strepsiceros und Elenantilope
- Haematopinus tuberculatus, Büffellaus, Hauptwirt Wasserbüffel